# Sarothrura
Sarothrura är det dominerande släktet i familjen dunrallar inom ordningen tran- och rallfåglar. Släktet omfattar nio arter som enbart förekommer i Afrika söder om Sahara samt på Madagaskar:
- Vitfläckig dunrall (Sarothrura pulchra)
- Beigefläckig dunrall (Sarothrura elegans)
- Rödbröstad dunrall (Sarothrura rufa)
- Rödhuvad dunrall (Sarothrura lugens)
- Kortnäbbad dunrall (Sarothrura boehmi)
- Strimmig dunrall (Sarothrura affinis)
- Madagaskardunrall (Sarothrura insularis)
- Vitvingad dunrall (Sarothrura ayresi)
- Smalnäbbad dunrall (Sarothrura watersi)

Tidigare behandlades arterna i familjen dunrallar som en del av Rallidae..